# Comté de Kamouraska
Pour les articles homonymes, voir Kamouraska.
Le comté de Kamouraska était un comté municipal du Québec ayant existé entre 1855 et le début des années 1980. Le territoire qu'il couvrait est aujourd'hui compris dans la région administrative du Bas-Saint-Laurent, et correspondait presque exactement à celui de l'actuelle municipalité régionale de comté de Kamouraska, plus une petite partie de celle de Rivière-du-Loup et de celle de Témiscouata. Son chef-lieu était la municipalité de Saint-Pascal.

## Municipalités situées dans le comté
- Andréville (détaché de Saint-André en 1903, fusionné de nouveau à celui-ci en 1987[2])
- Kamouraska (détaché de Saint-Louis-de-Kamouraska en 1858[3])
- La Pocatière (détaché de la municipalité de paroisse de Sainte-Anne-de-la-Pocatière en 1960 sous le nom de municipalité du village de Sainte-Anne-de-la-Pocatière; renommé La Pocatière en 1961[4])
- Mont-Carmel
- Pohénégamook, en partie dans le comté de Témiscouata[5], créé en 1973 de la fusion de Saint-Éleuthère (1903), Saint-Pierre-d'Estcourt (1922) et Sully (1916)[6]
- Notre-Dame-de-Liesse-de-la-Rivière-Ouelle (renommé Rivière-Ouelle en 1983[7])
- Notre-Dame-du-Portage (en partie dans le comté de Témiscouata, puis de Rivière-du-Loup)
- Saint-Alexandre (renommé Saint-Alexandre-de-Kamouraska en 1997[8])
- Saint-André
- Saint-Athanase (créé en 1955[9])
- Saint-Bruno-de-Kamouraska (créé en 1887 sous le nom de municipalité du canton de Woodbridge; renommé Saint-Bruno-de-Kamouraska en 1981[10])
- Saint-Denis
- Sainte-Anne-de-la-Pocatière
- Sainte-Hélène
- Saint-Éleuthère (créé en 1903 sous le nom de municipalité du canton de Pohénégamook; renommé Saint-Éleuthère en 1923 ; fusionné avec Sully et Saint-Pierre-d'Estcourt, ces deux municipalités faisant partie du comté de Témiscouata, pour former  la ville de Pohénégamook en 1973[11])
- Saint-Gabriel-Lalemant (détaché de Saint-Pacôme et du canton d'Ixworth en 1939 sous le nom de Saint-Gabriel-Lallemant; l'orthographe a été corrigée en 1980[12])
- Saint-Germain (détaché de Kamouraska, Saint-André, Sainte-Hélène et Saint-Pascal en 1893[13])
- Saint-Joseph-de-Kamouraska (détaché de Saint-Alexandre, Sainte-Hélène et Saint-André en 1924[14])
- Saint-Louis-de-Kamouraska (fusionné à Kamouraska en 1987[15])
- Saint-Onésime-d'Ixworth (détaché de Sainte-Anne-de-la-Pocatière en 1859[16])
- Saint-Pacôme
- Saint-Pascal (ville) (détaché de Saint-Pascal-de-Kamouraska en 1939[17])
- Saint-Pascal-de-Kamouraska (fusionné à Saint-Pascal (ville) en 2000[17])
- Saint-Philippe-de-Néri (détaché de Saint-Denis, Mont-Carmel, Saint-Pascal-de-Kamouraska, Saint-Pacôme et Saint-Louis-de-Kamouraska en 1871[18])

## Formation
Le comté de Kamouraska comprenait dans sa partie nord les seigneuries de Kamouraska, de la Rivière-Ouelle ou  La Bouteillerie et de L'Îlet-du-Portage, et dans sa partie sud les cantons de  Bungay, Parke, Woodbridge, Chapais, Painchaud, Chabot, Pohenegamook et Ixworth.